# Синкопа (музика)

Синкоповані ноти

Синко́па (від грец. συνκοπε, дос. «скорочення») — зміщення акценту з сильної (або відносно сильної) долі такту на слабку. Суть синкопи — створення суперечності між реальними акцентами та метричною нормою, а також дисонансу, який вимагає «розв'язання», тобто повернення до звичного акцентування.
Синкопування — невід'ємний ритмічний елемент блюзу, джазу, деяких видів рок-музики та похідних стилів.

## Джерело
- Юрій Юцевич. Музика: словник-довідник. — Тернопіль, 2003. — 404 с. — ISBN 966-7924-10-6. (html-пошук по словнику, djvu)